# Urald King
Urald Remel King (* 13. Juli 1990) ist ein US-amerikanischer Basketballspieler.

## Werdegang
Nach seiner Schulzeit an der West Monroe High School im Ort West Monroe (US-Bundesstaat Louisiana) spielte King Basketball auf Hochschulebene, zunächst am Eastern Arizona College, dann an der Southeastern Oklahoma State University, mit der er am Wettkampfbetrieb der zweiten NCAA-Division teilnahm.
Rund ein Jahr nach dem Verlassen der Hochschule ging King als Berufsbasketballspieler nach Deutschland, gewann in der Saison 2015/16 mit dem TuS Bad Aibling den Meistertitel in der 2. Regionalliga Südost-Süd. Er trug in 22 Spielen im Mittel 20,5 Punkte bei. Hernach wechselte King nach Island in die zweite Liga des Landes, spielte für Valur Reykjavík und erreichte mit der Mannschaft 2017 den Erstligaaufstieg. Später verstärkte er die Erstligisten Tindastóll Karfa und UMF Stjarnan. Zwischenzeitlich stand der US-Amerikaner zwischen dem Beginn der Saison 2019/20 und Dezember 2019 beim französischen Drittligisten Stade Olympique Maritime Boulonnais unter Vertrag.
Nach einem Spieljahr Pause kehrte King zur Saison 2021/22 in den Wettkampfsport zurück und nahm ein Angebot des finnischen Erstligisten KTP Basket an. Im Sommer 2022 holte ihn Richard Poiger, Sportlicher Leiter des österreichischen Erstligisten Swans Gmunden, ins Salzkammergut. Im Mai 2023 gewann King mit Gmunden unter der Leitung von Trainer Anton Mirolybov den österreichischen Meistertitel, zuvor hatte man bereits die Titel im Pokalwettbewerb sowie im Supercup errungen. King wurde als bester Spieler der österreichischen Liga der Saison 2022/23 ausgezeichnet.
Im Sommer 2023 nahm er ein Angebot des israelischen Zweitligisten Maccabi Ma'ale Adumim an. Bereits Ende Oktober 2023 wechselte er zu KB Peja ins Kosovo, nachdem der Spielbetrieb in Israel aufgrund des Kriegs in Israel und Gaza ausgesetzt worden war. Im Dezember 2023 wurde King von den Kapfenberg Bulls verpflichtet. Für die Steirer bestritt er 18 Ligaspiele, in denen er im Durchschnitt 15,1 Punkte je Begegnung erzielte.
Zur Saison 2024/25 wechselte King zum amtierenden dänischen Meister Bakken Bears. Er gewann mit der Mannschaft Ende Mai 2025 die dänische Meisterschaft und wurde als bester Spieler der Finalrunde ausgezeichnet. Ende Juni 2025 vermeldete der deutsche Bundesligaaufsteiger Gladiators Trier Kings Verpflichtung.